# Tahanea
Tahanea es un atolón sito en el archipiélago de las Tuamotu en Polinesia Francesa. Está administrativamente vinculado al municipio de Anaa.

## Geografía
Tahanea está ubicado a 15 km al este de Faaite, la isla más cercana, así como a 78 km al noreste de Anaa y a 455 km al noreste de Tahití. De forma oval, el atolón posee 48 km de longitud y 15,2 km de anchura máxima con una superficie de tierras emergidas de 7,7 km² repartidas sobre un centenar de pequeños motus. Su gran laguna cubre una superficie de 522,5 km² y es accesible por tres pasos ubicados al norte.
Desde un punto de vista geológico, el atolón es una extremadamente fina capa coralina (de solo algunos metros) de la cumbre del monte volcánico submarino homónimo, que mide 3.375 metros sobre la corteza oceánica, formado hace entre 51,7 a 54,3 millones de años.
El atolón no está habitado hoy en día de manera permanente, pero algunas casas se encuentran a la entrada del paso noreste sobre el motu Otao.

## Historia
La primera mención del atolón fue hecha por el navegador español Domingo de Boenechea el 12 de noviembre de 1774 que llama a la isla San Blas. El explorador ruso Fabian Gottlieb von Bellingshausen abordó el atolón el 16 de julio de 1820 y lo denomina Chichagov. Durante su expedición austral, el navegante Charles Wilkes llega a la isla el 15 de enero de 1841.
En el siglo XIX, Tahanea se convierte en territorio francés, estando poblado por aproximadamente 100 habitantes, en donde los barcos recalan a por provisiones.

## Fauna y flora
Entre el inventario de avifauna destacan las especies endémicas: Prosobonia cancellata, Ptilinopus coralensis, Acrocephalus atyphus, Numenius tahitensis; también hay un asentamiento importante de rabihorcado chico (Fregata ariel). Desde febrero de 2001 Tahanea  el yatolón de Motutunga están incluidos en la lista de los «espacios naturales protegidos y gestionados» de las Tuamotu.